# نهر أدا
نهر أدا (بالإيطالية: Adda)‏ هو نهر في شمال إيطاليا، وأحد روافد نهر بو. يبدأ النهر بالتدفق انطلاقاً من جبال الألب. بالقرب من الحدود مع سويسرا، ويتدفق نحو بحيرة كومو. ويتصل نهر أدا بنهر بو على بُعد بضعة كيلومترات عن مدينة كريمونا. يبلغ طوله 313 كم (194 ميل). أعلى نُقطة في حوض النهر هي قِمة لا سبيدلا (أحد مُرتفعات بيز بيرنينا) بارتفاع 4,020 متر.
تقع عِدة مدن إيطالية على ضِفاف نهر أدا ومنها ليكو، لودي، بورميو، سوندريو.

## مسار النهر
منبع أدا الحقيقي هو من بعض البحيرات بالقرب من وادي غلين، ولكن حجمه يزداد باتحاده مع عدة تيارات أصغر، بالقرب من مدينة بورميو في جبال الألب. من ثم يتدفق باتجاه الجنوب الغربي، ثم غرباً، ويمّر من فالتيلينا ثم تورينو.

## معرض صور

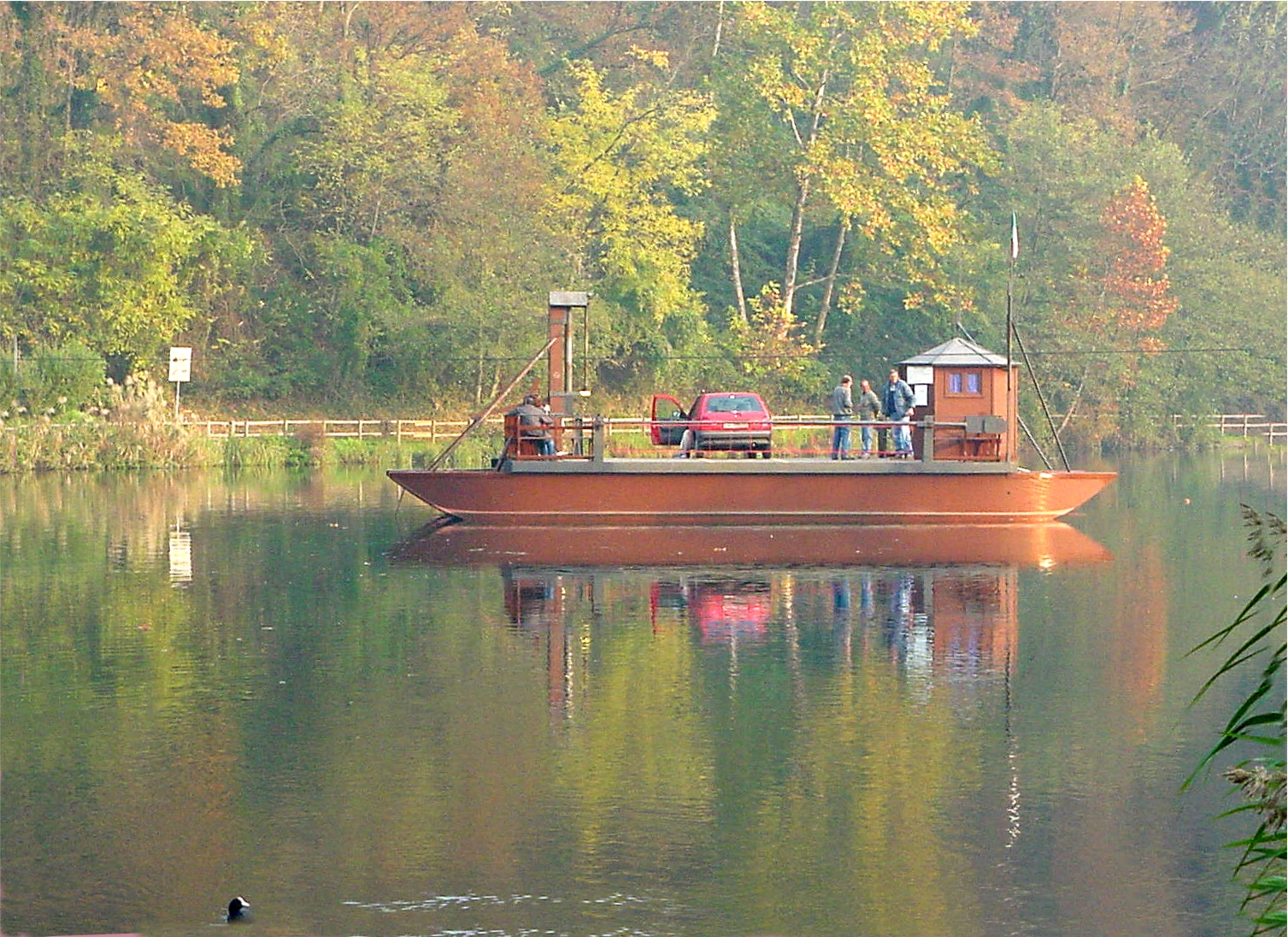
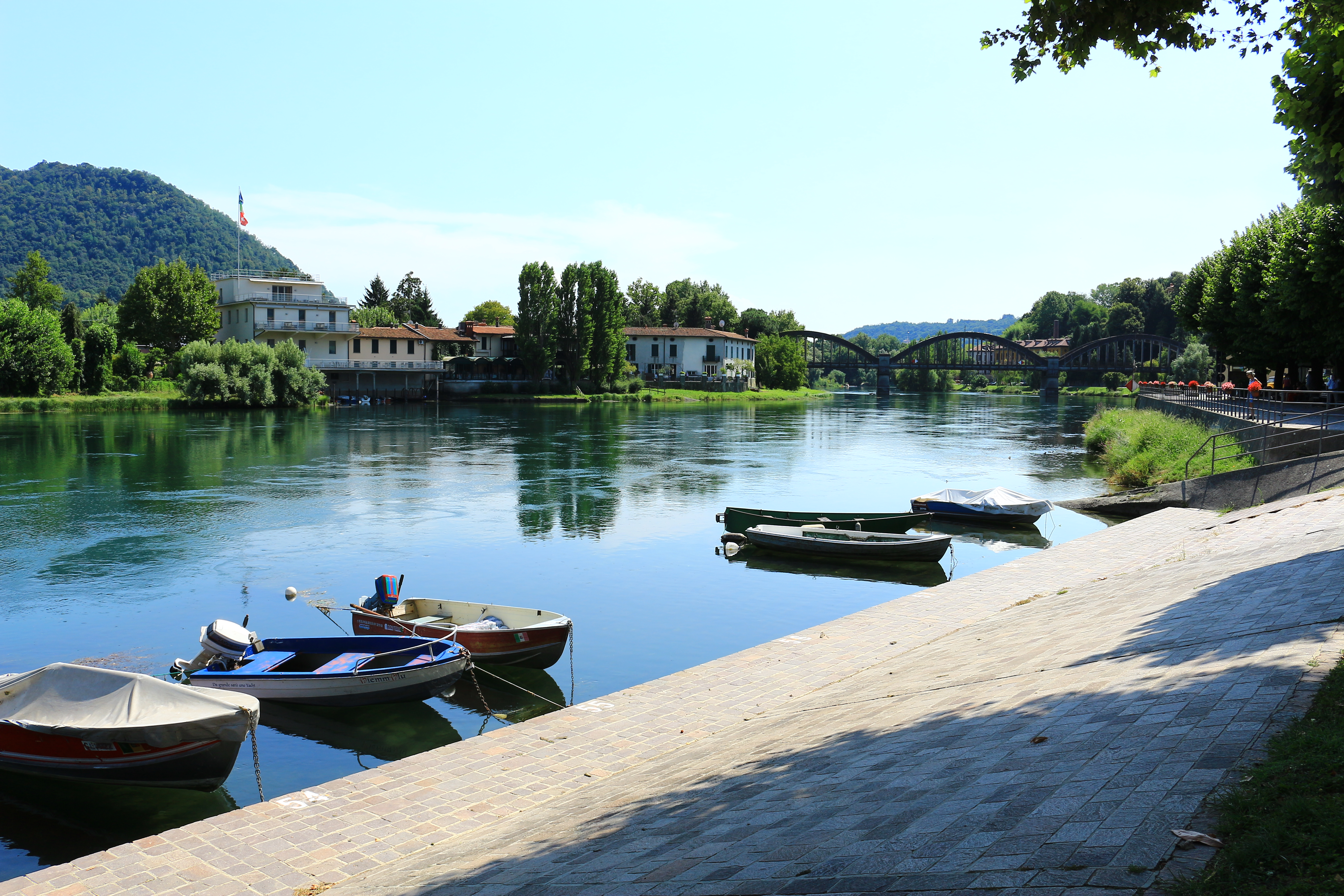
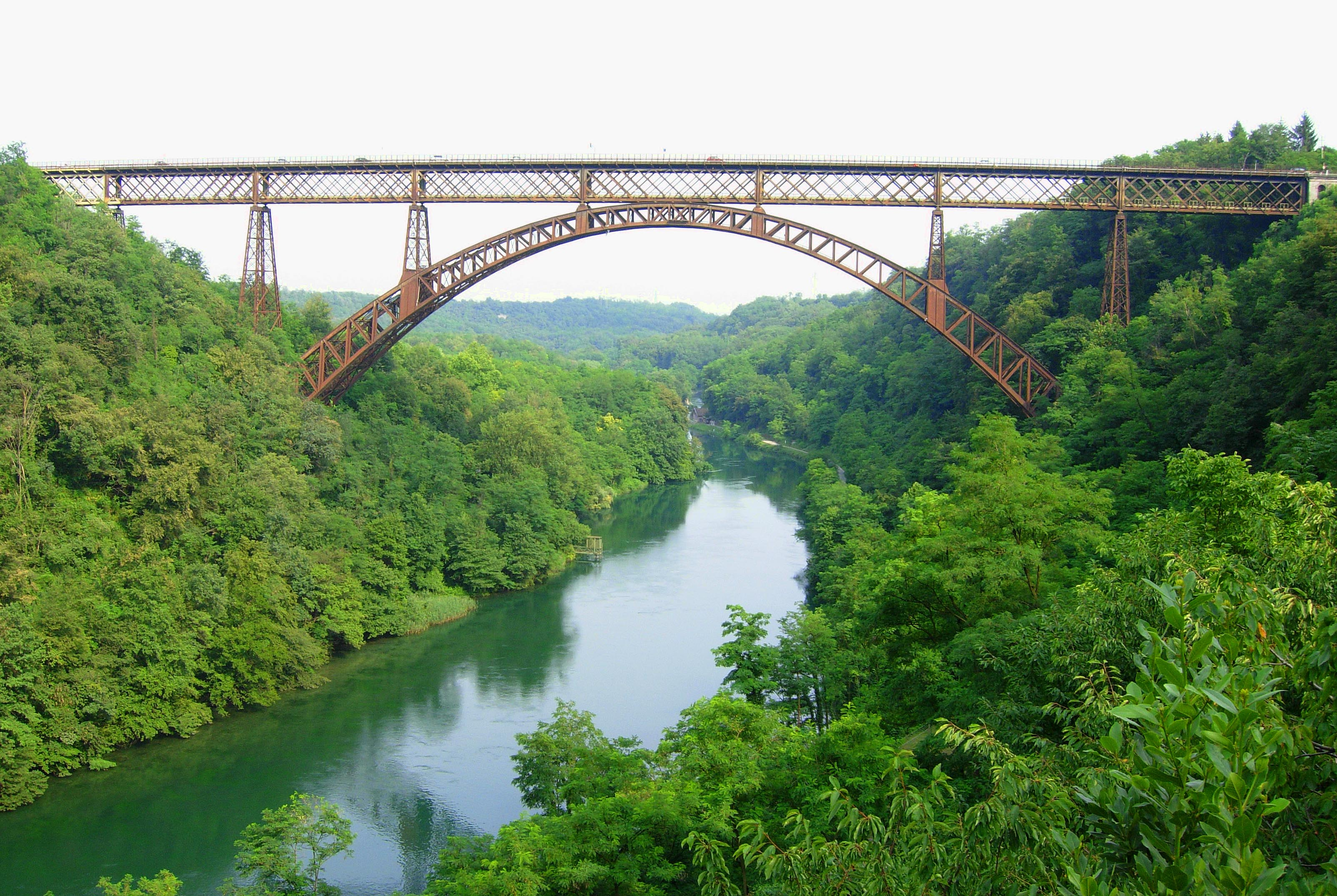